# Mandragora Scream
Mandragora Scream (стилізовано MandragorA ScreaM) — італійський музичний гурт, що грає у стилі готичний метал. Ядром гурту є вокалістка Морган Лакруа і гітарист Террі Горн.
Назва гурту, що перекладається з англійської як «Крик мандрагори», відсилає до відомого міфу про те, що рослина мандрагора може видавати смертельно небезпечний крик.

## Історія
«Mandragora Scream» був створений у 1997 році спочатку як сольний проєкт вокалістки Морган Лакруа. У 1999 році вона записала на студії «New Sin» демо-альбом з чотирма піснями, який був названий просто «PromoTrack99».
Влітку 2000 року проєкт почав функціонувати як гурт, коли Лакруа познайомилася з гітаристом Террі Горном, що став постійним учасником і композитором гурту.
У 2001 році на невеликому лейблі «Caipiranha Records» було випущено дебютний альбом «Fairy Tales from Hell's Caves» (пізніше до його поширення підключився більш солідний німецький незалежний лейбл «Nuclear Blast»). Цей реліз був схвально сприйнятий критикою, журнал «Sonic Seducer» охарактеризував його стиль як готичний рок, а «Metal Hammer» — як готичний метал. Лірична концепція альбому заснована на «Божественній комедії» (конкретніше — на «Пеклі»).
У 2002 році «Mandragora Scream» випустили на «Nuclear Blast» свій другий альбом «A Whisper of Dew», в плані звучання більш м'який і атмосферний порівняно з першим. Цей альбом зосереджений на оповіданні про вампіра, спеціально написаному для гурту Хуліо Анхелем Оліваресом Меріно (викладач англійської філології в іспанському університеті Хаєн і письменник у жанрі готичної літератури жахів). Книгу було написано під враженням від першого альбому, а Лакруа в свою чергу черпала з книги натхнення для написання текстів другого. Диск «A Whisper of Dew» було випущено разом з книгою. Альбом також тепло сприйняли критики журналів «Metal Hammer», «Metal Shock» і «Rock Sound».
Навесні 2003 «Mandragora Scream» виступали як саппорт гурту «Mortiis» під час промо-туру «The Smell of Rain Europe Tour».
Гурт покинув «Nuclear Blast» та знову повернувся в андерграунд, підписавши контракт з невеликим італійським лейблом «Lunatic Asylum Records» і вирушив до свого першого великомасштабного туру.
У 2006 році вийшов третій альбом «Madhouse», звучання якого вважається найважчим у творчості гурту. Террі Горн в цьому альбомі також виконував вокальні партії, в основному скрімом.
У січні 2007 року вони опублікували новий CD/DVD під назвою «Dragonfly», який включає 2 музичних відео з альбому «Madhouse» («Dark Lantern», і «Blight Thrills»), два ремастеровані треки («Dark Lantern Remix» і «Spiritual Leadin») плюс нову пісню («Lunatic Asylum»).
В 2009 року вийшов сингл під назвою «Jeanne D'Arc», випущений обмеженим тиражом у 666 екземплярів.
У жовтні того ж року вийшов четвертий альбом «Volturna», більш легкий ніж попередній і виконаний в стилі танцювальної готичної музики. Окрім власного матеріалу гурту, він включає два кавери: «Bang Bang» (Шер) і «Fade to Grey» («Visage»). Гурт вирушив у європейський тур, який включав саппорт гуртів «Christian Death» і «The 69 Eyes».
В 2009 було підписано контракти з новими лейблами: в Італії гурт продовжував випускати музику через «Lunatic Asylum Records», в Росії цим займалися «Irond Records», а за випуск альбомів в інших країнах відповідали «Massacre Records».
У 2010 році група вирушила в тривалий європейський тур з «The 69 Eyes», відвідавши такі міста як Осло, Копенгаген, Будапешт, Відень, Франкфурт, Берлін, Ганновер, Мадрид, Барселона, Лондон, Париж, Манчестер, Глазго, Болонья і Рим, і отримавши великий успіх.
У липні 2010 року гурт взяв участь у «Heineken Jammin' Festival». У квітні-травні 2011 року «Mandragora Scream» супроводжували англійський блек-метал гурт «Cradle Of Filth» у турі по Росії.
У 2012 році гурт випустив новий альбом під назвою «Luciferland». За словами учасників, Люциферленд — це земля богів, така собі Атлантида, що послужила натхненням для концепції альбому. Альбом поширювався ексклюзивно через веб-сайт гурту та iTunes. Учасники «Mandragora Scream» розглядають себе не лише як музичний проект, а й як гурт, який через свої альбоми та відео прагне пробудити сплячу свідомість нової, кращої цивілізації. З цієї причини, а також через відразу до банальних запитань журналістів, гурт випустив до нового альбому велике відеоінтерв'ю з журналістом часопису «Metal Hammer» Філіппо Пагані, розглянувши свої погляди на питання, пов'язані з теологією, герметизмом, алхімією та історією.
У травні 2020 року «Mandragora Scream» записали альбом «The Deathly Hallows», що складається з 15 пісень, однак вирішили змінити свою маркетингову стратегію та випускати сингл щомісяця.

## Учасники
Джерело: MetalStorm

### Поточні
- Морган Лакруа — вокал (з 1997)
- Террі Горн — гітара, клавішні, вокал (з 2000)
- Макс Ріверс — бас-гітара (з 2008)
- Фуріо Бьяджоні — ударні (з 2008)

## Дискографія
За словами учасників гурту, всі його альбоми є концептуальними 

### Мініальбом
- Promo Track 99 (Demo) (1999)

### Альбоми
- Fairy Tales from Hell's Caves (2001)
- A Whisper of Dew (2003)
- Madhouse (2006)
- Volturna (2009)
- Luciferland (2012)
- The Deathly Hallows (2020)

### Сінгли
- Jeanne D'Arc (2007)
- Revenge (2016)
- Nightwish (2018)

### DVD
- Dragonfly (2008, Lunatic Asylum)

### Компіляції
- Nothing But The Best (2021)

### Участь у збірках
Джерело: Metal-Archives
- 2001 — Beauty in the Darkness Vol. 5 (Nuclear Blast), пісня «Cryin' Clouds»
- 2001 — Mystic Art Vol. 15 (Mystic Art), пісня «Cryin' Clouds»
- 2001 — Nuclear Blast Soundcheck Series Vol. 26 (Nuclear Blast), пісня «Cryin' Clouds»
- 2001 — Off Road Tracks Vol. 45 (Metal Hammer), пісня «Cryin' Clouds»
- 2003 — Off Road Tracks Vol. 65 (Metal Hammer), пісня «Velvet Eyes»
- 2003 — News From Dr. Blast Vol. 9 (Nuclear Blast), пісня «A Whisper of Dew»
- 2003 — Let The Hammer Fall Vol. 15 (Metal & Hard Rock Hammer World), пісня «Velvet Eyes»
- 2005 — Beautiful Voices CD/DVD (Nuclear Blast), пісня «Vision They Shared»
- 2006 — Beautiful Voices II CD/DVD (Nuclear Blast), пісня «Dark Lantern»
- 2007 — Metal Hammer Best Of 2007 (Metal Hammer), пісня «Dark Lantern»
- 2007 — Let The Hammer Fall Vol. 55 (Metal & Hard Rock Hammer World, 2007), пісня «Dark Lantern»